# Arrondissement de Coni
L'arrondissement de Coni est une ancienne subdivision administrative française du département de la Stura créée le 11 septembre 1802 dans le cadre de la nouvelle organisation administrative mise en place par Napoléon Ier en Italie et supprimée le 11 avril 1814, après la chute de l'Empire.

## Composition
L'arrondissement de Coni comprenait les cantons de Borgo San Dalmazzo, Boves, Busca, Caraglio, Centallo, Coni, Demonte, Dronero, San Damiano Macra, Valgrana, Vernante et Vinadio.